# Iglesia de San Bartolomé (Logroño)
La iglesia de San Bartolomé es la iglesia más antigua de la ciudad de Logroño. Su construcción se remonta al siglo XII, por lo que conserva en parte estilo románico, en la cabecera y en la parte inicial de la torre, y transcurre durante el siglo XIII, con el estilo gótico en desarrollo, construyéndose la magnífica portada ojival, que contiene algunas esculturas románicas que narran la vida del santo y otros pasajes de la Biblia. 
La Iglesia de San Bartolomé está en el Hito N.º 9 en el Camino de Santiago Francés. Se encuentra a 612 km de Santiago de Compostela. Fue declarado Monumento Nacional en 1866.

## Portada

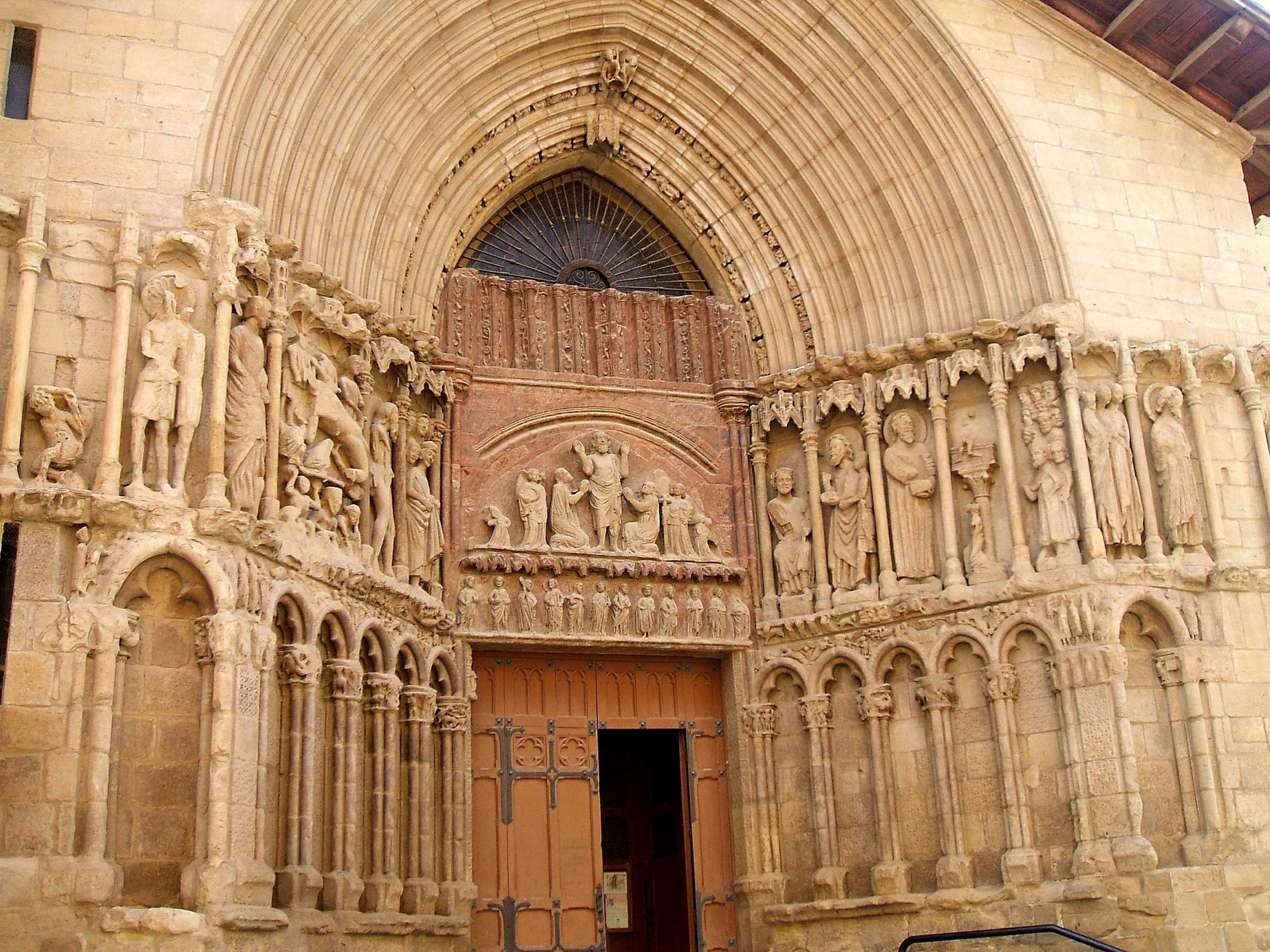
Pórtico

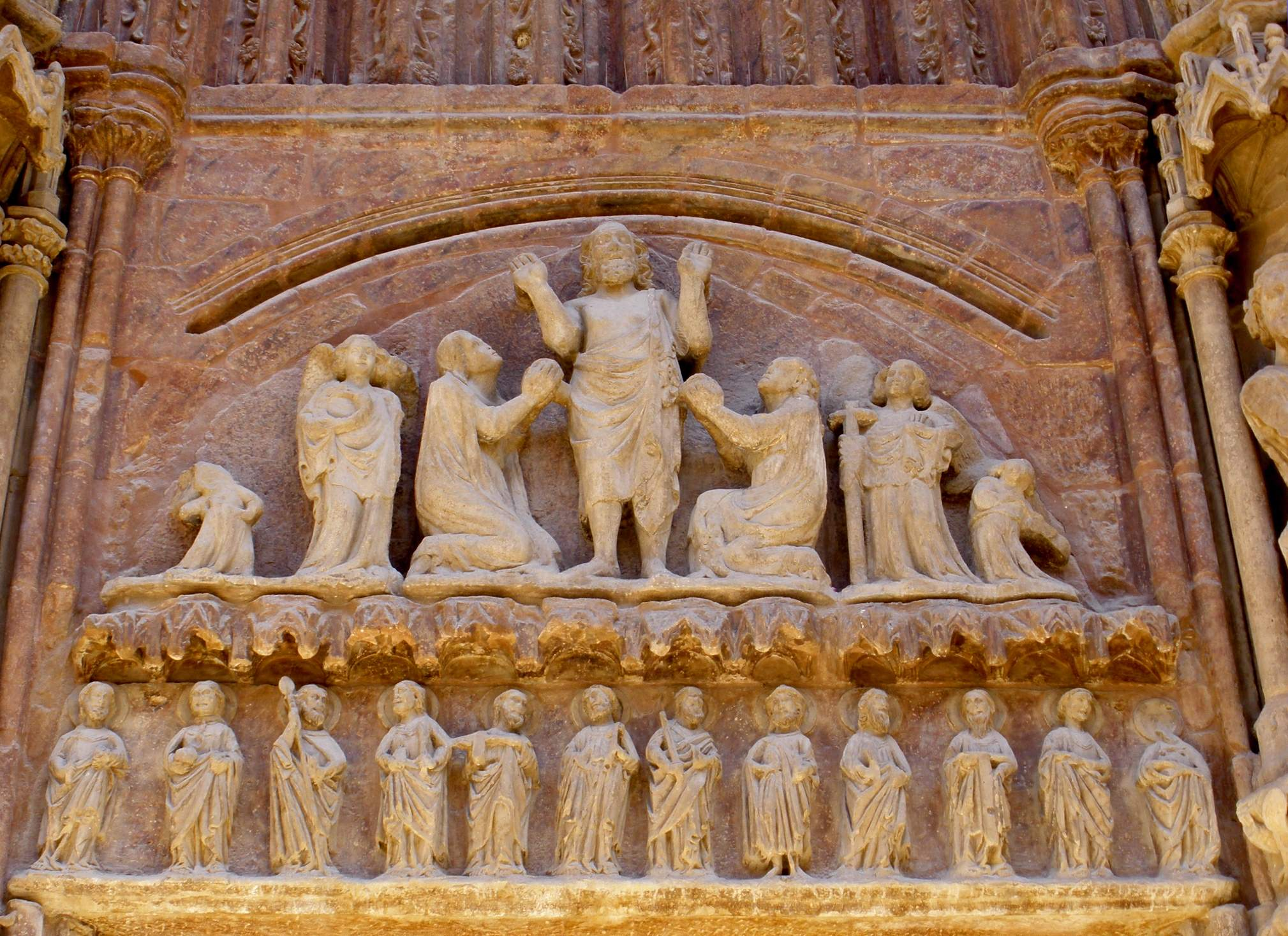
Tímpano del pórtico

La vistosa portada gótica, del siglo XIV aunque con ciertas reminiscencias románicas, junto con la torre, es uno de los elementos más destacables de este templo. 

### Escenas del pórtico
Las escenas de la portada constan de 19 viñetas, representando en el lado izquierdo el martirio de San Bartolomé y en el derecho el hallazgo de sus restos.
De forma más detallada, si empezamos por el extremo derecho, vemos en la primera escena a San Bartolomé salvando a la hija lunática del rey Polemón, son tres cuadros, un hombre (1), una mujer(2) y el santo(3), el cuarto está vació pero podría haber estado Polemón ; en la segunda vemos al santo en un cuadro(5) y a un grupo de doncellas en otro(6), está evangelizando en la Corte; en la tercera, está expulsando al demonio de entre los ídolos paganos, y haciendo que el resto se convierta, enfadando así a algunos sacerdotes, consta de los siguientes cuadros, los sacerdotes (7), el ídolo Berith sobre una columna y debajo orando (8) y el santo con un cofre en la mano expulsando al demonio(9); en los siguientes dos cuadros (10,11) vemos como el santo es conducido por un soldado ante el rey Astiages. En el extremo izquierdo podría haber habido alguna escena más, puede que fueran destruidas al construir el Palacio de Monesterio. El cuadro doce está vacío. Los cuadros 13-16 Bartolomé derrota al ídolo Baldach, a quien Astiages adora y haciendo que le mande azotar por su enfado, pero le manda desollar vivo por parecerle insuficiente castigo. Podemos verle sujeto de los cuatro miembros siendo despellejado sobre una mesa que sujetan tres figuras femeninas: la lujuria, la vanidad y la pereza. Los cuadros 18 y 19 nos muestran a San Bartolomé predicando con su propia piel al hombro.

### El tímpano
El tímpano de la portada, que muestra a Cristo Redentor entre la Virgen y San Juan, queda desplazado hacia abajo ya que en el siglo XVI el cantero Pedro de Acha reforma el coro y hace una pequeña ventana para que entre luz. De esta reforma es fruto también el arco renacentista que sustenta este coro.

Detalles del pórtico
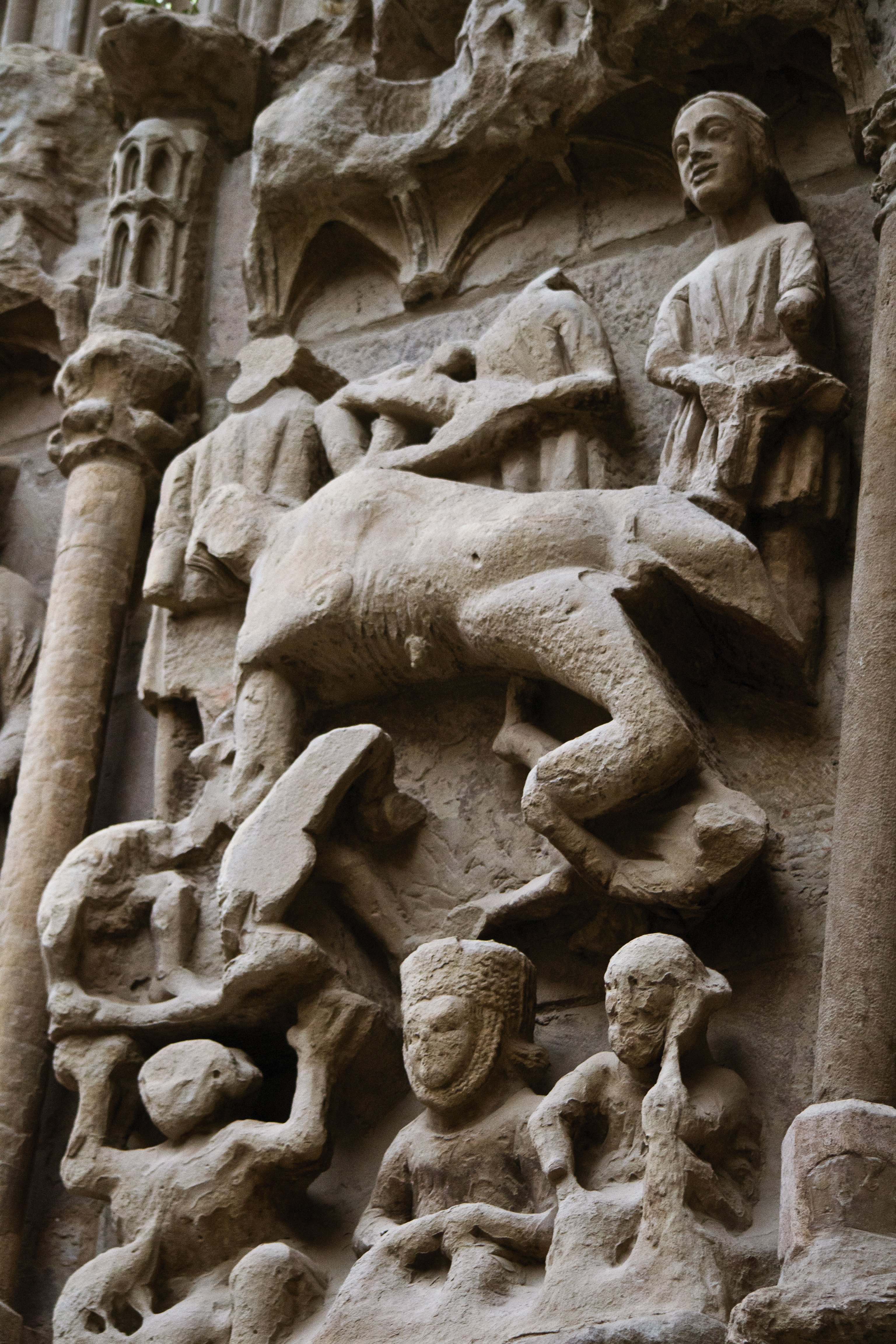
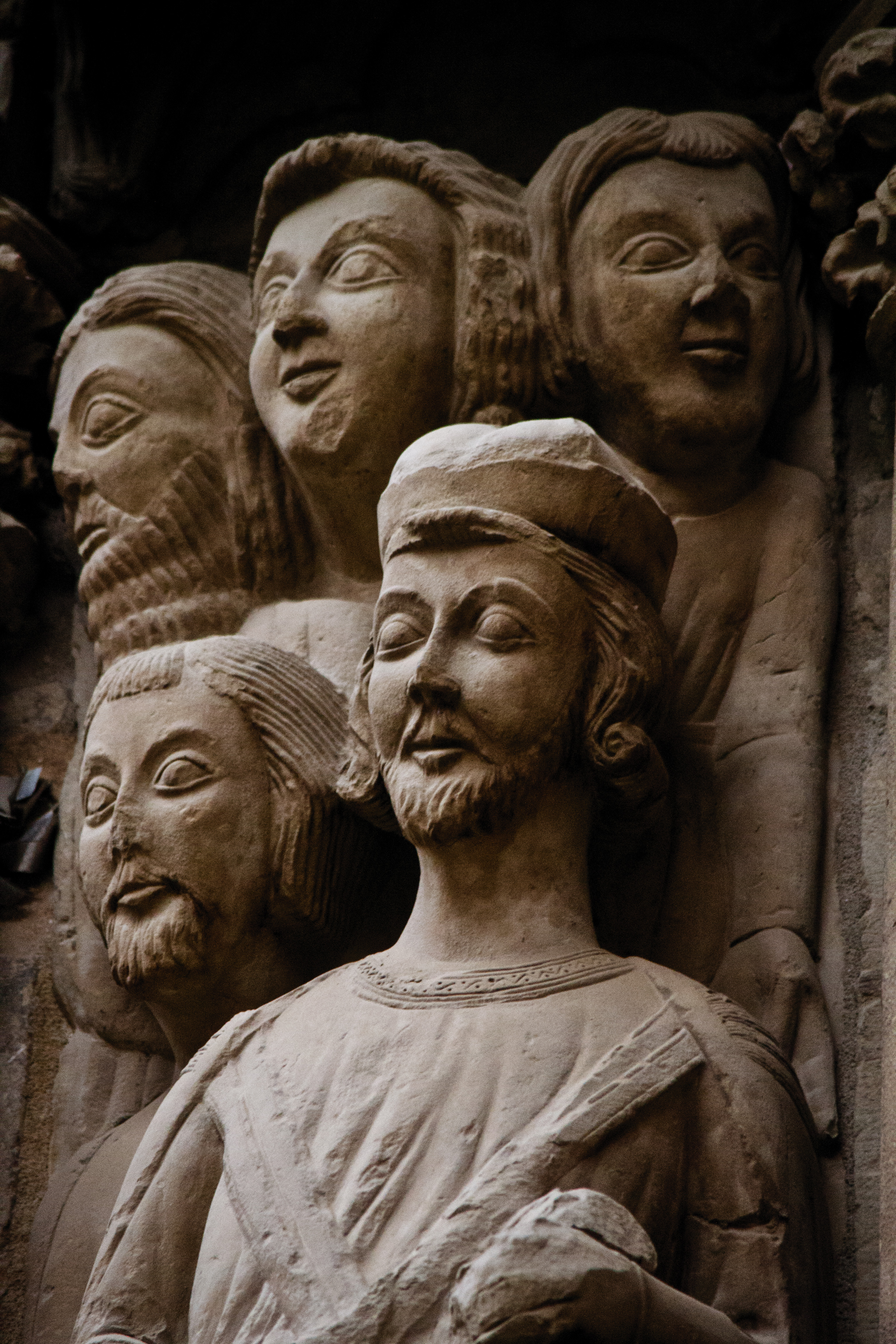
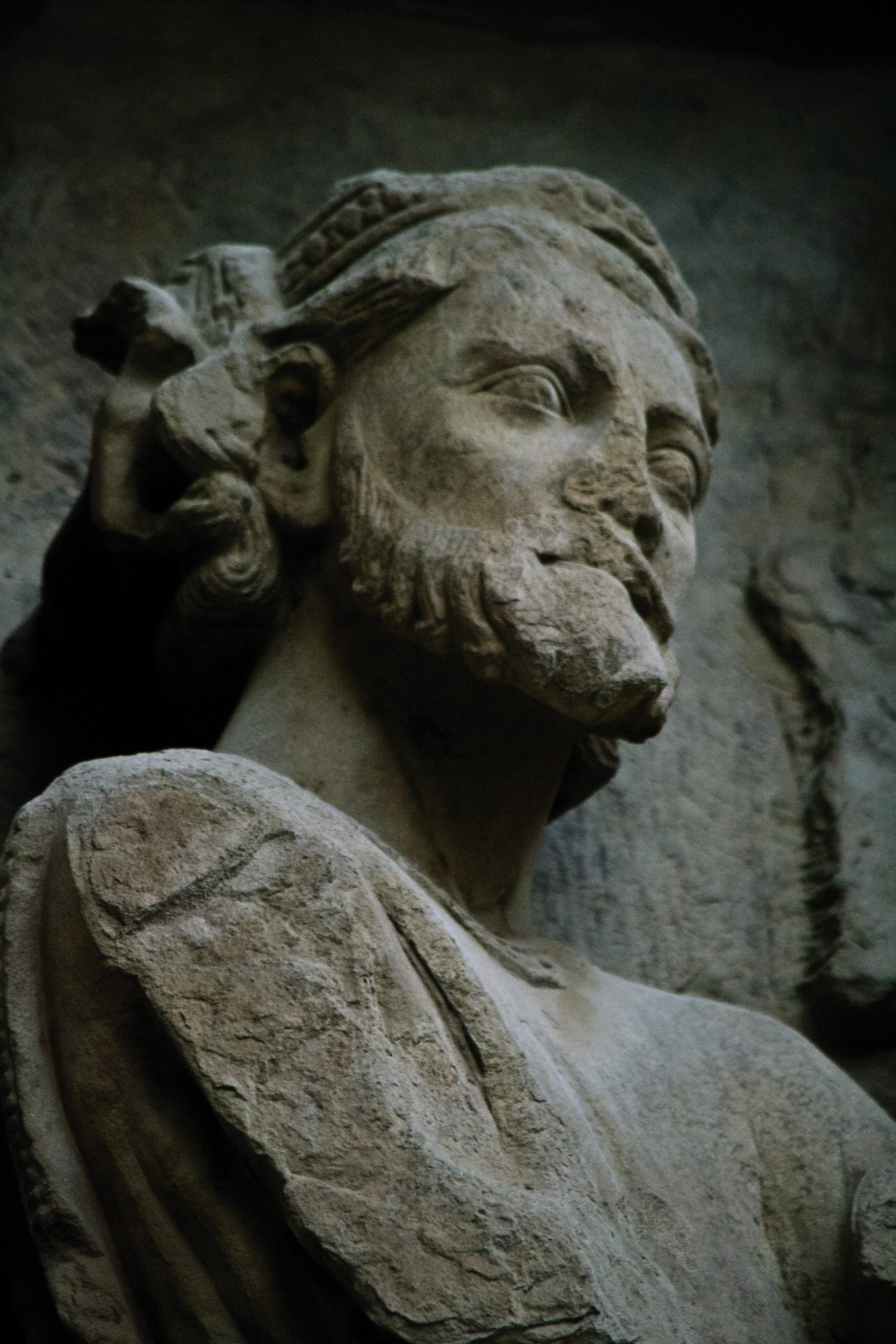
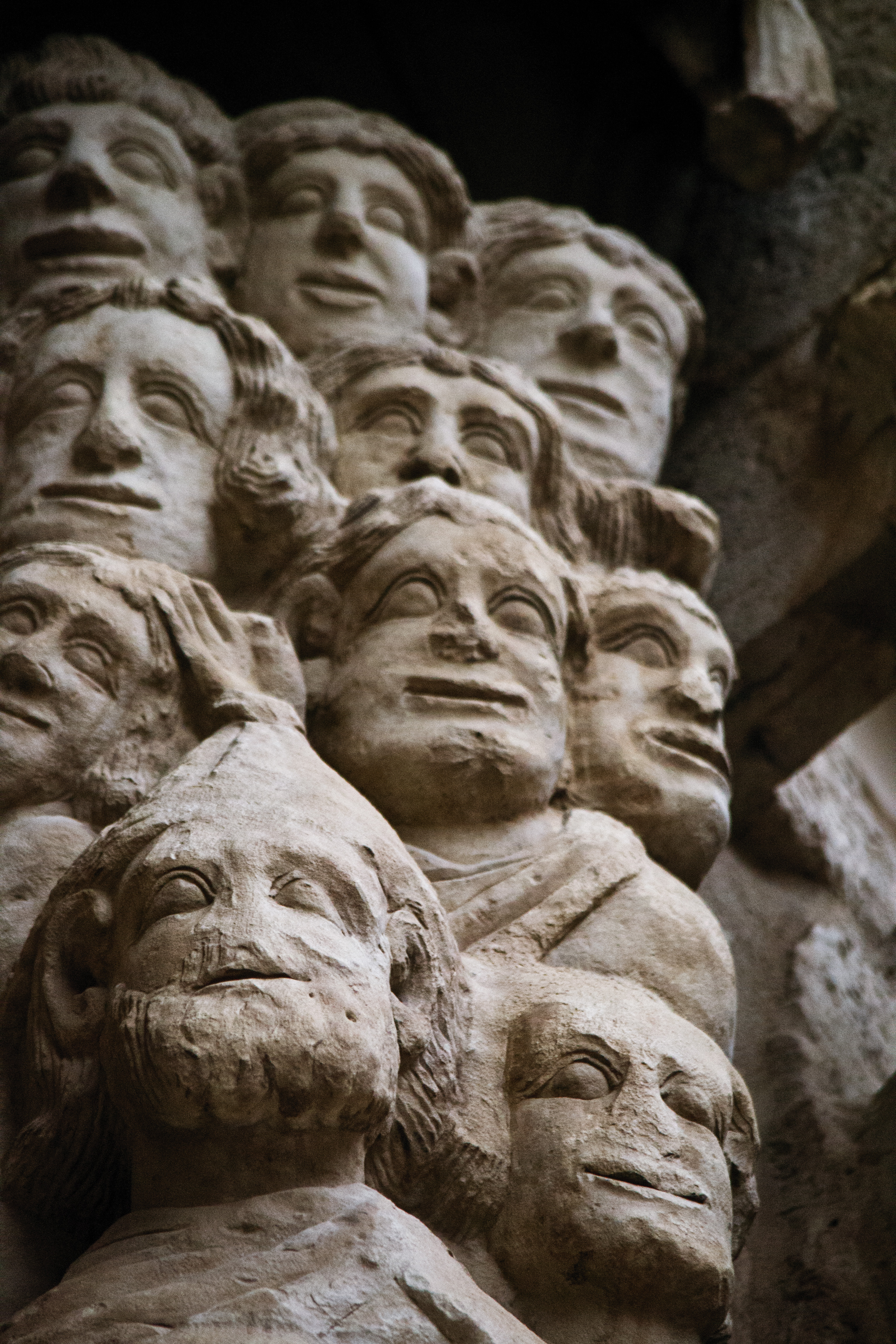
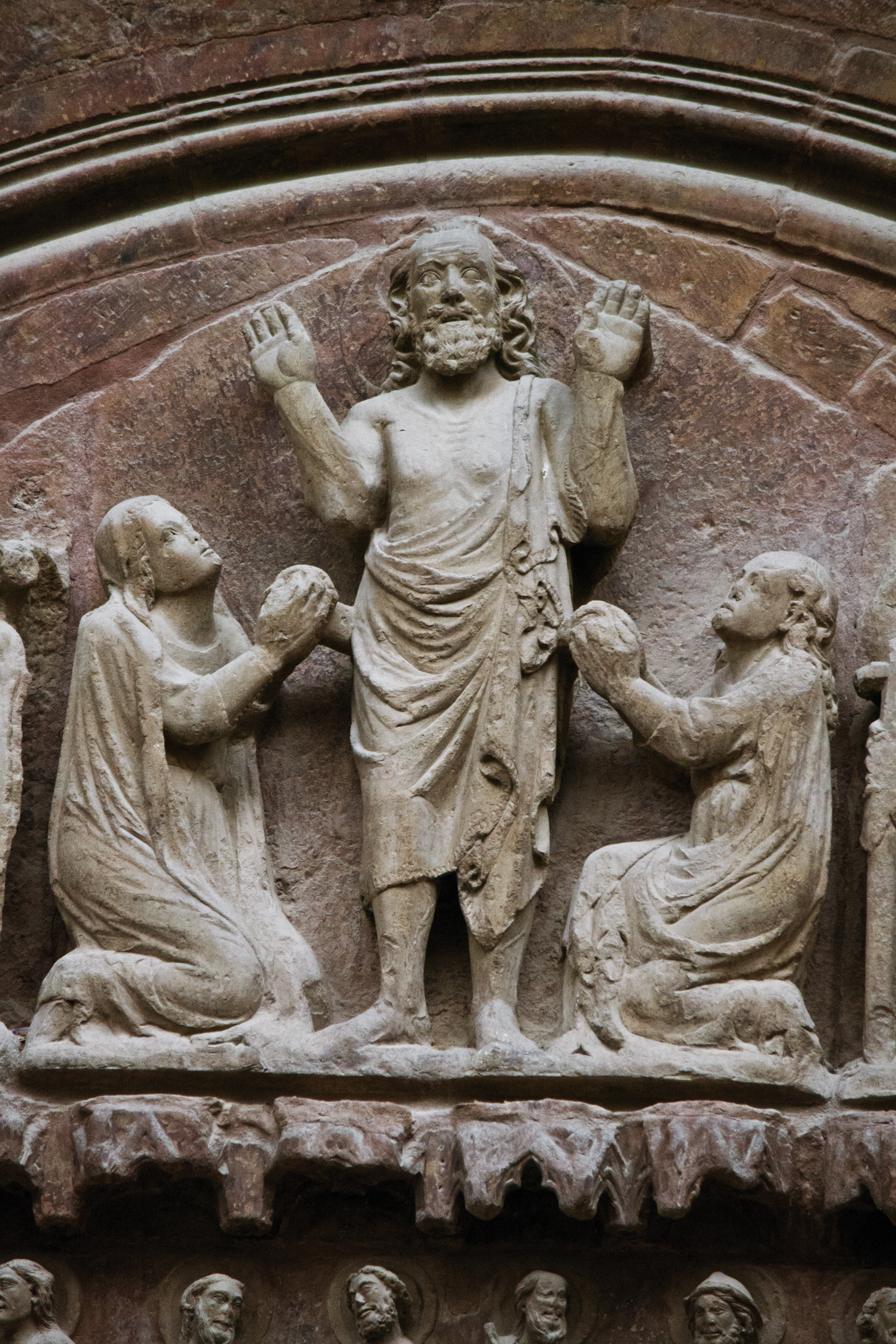

## Estructura

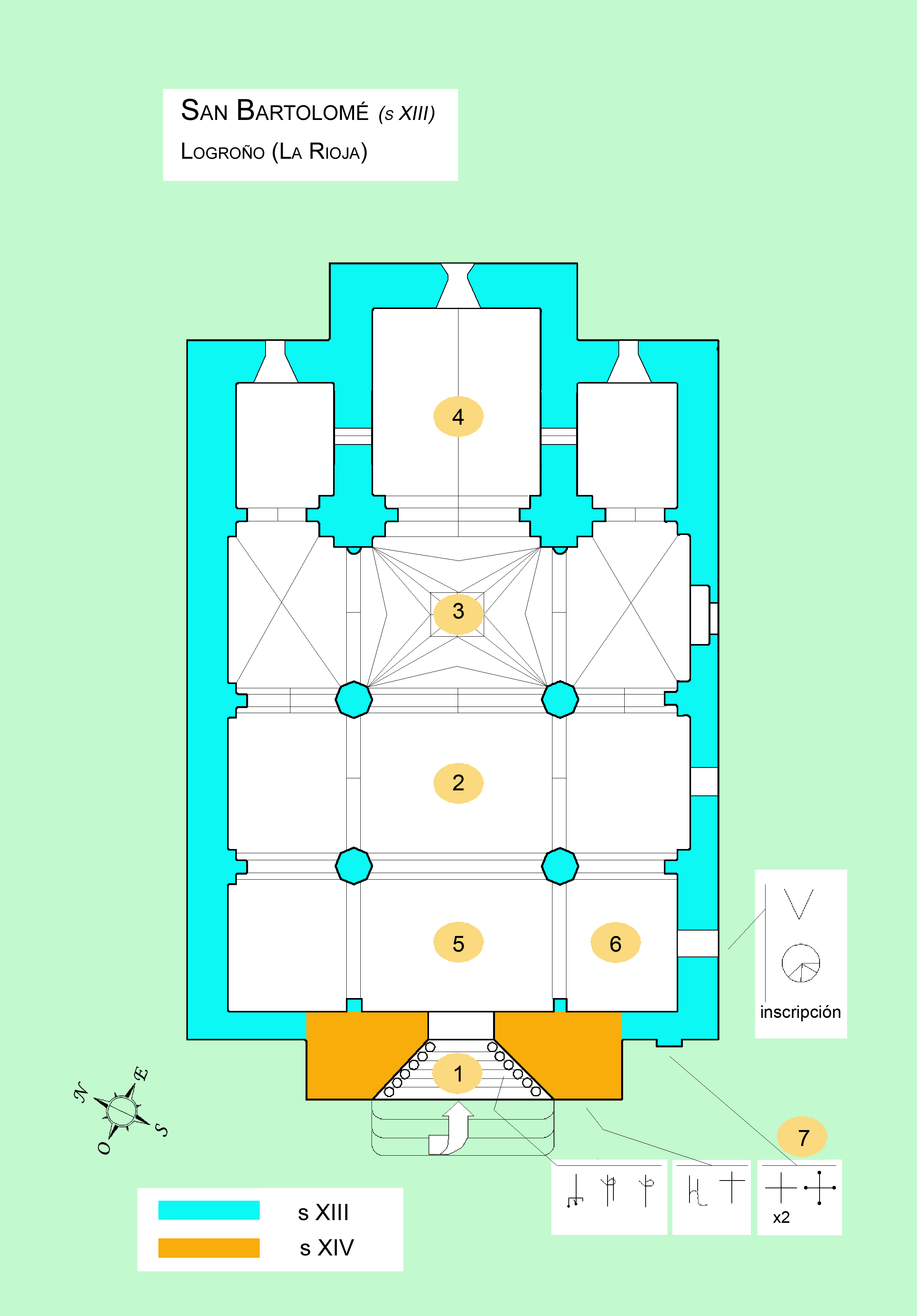
Aprox. a la planta de la Iglesia. Leyenda:
1. Pórtico Oeste; entrada al templo. 2. Nave.
3. Torre. 4. Altar Mayor y Ábside. 5. Coro elevado.
6. Capilla de los Márquez. 7. Marcas de cantería.

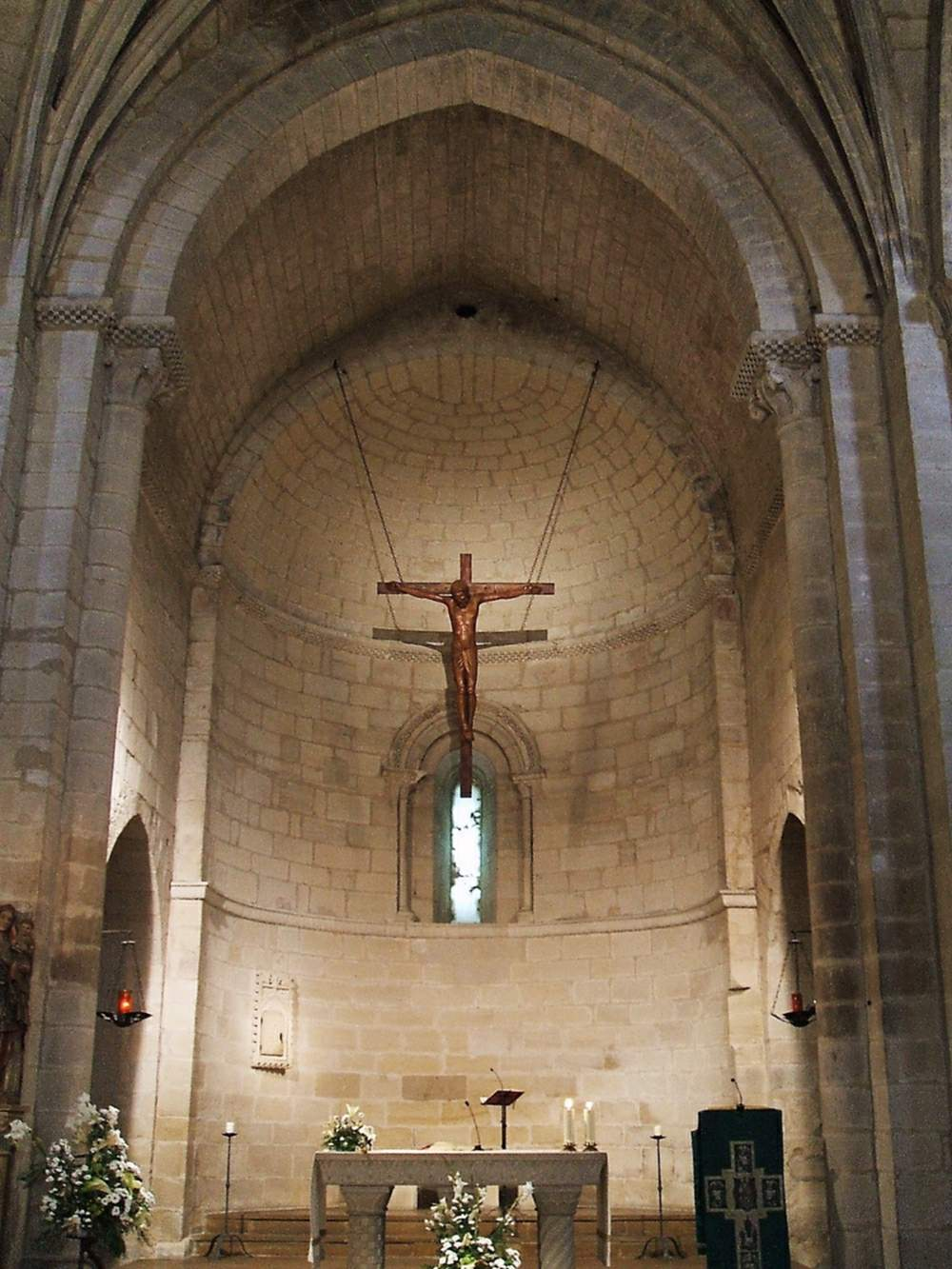
Ábside románico.

La planta basilical consta de tres naves separadas por pilares octogonales cubiertas por una bóveda de crucería, resaltando el crucero y el ábside románico, ya que no hay retablo, aunque hubo en su día retablo mayor, de estilo dieciochesco, pintado en blanco y oro con gran semejanza al de los Santos Mártires de Calahorra.
La capilla funeraria del lado sur, acoge dos sarcófagos de piedra de estilo gótico de dos caballeros, de la familia Márquez (según la inscripción de 1341) o de la casa de Beláiz. Esta parece haber sido añadida a posteriori. Los féretros, muy similares, descansan sobre leones y las tapas representan sendos caballeros yacentes.

### La torre
Durante los quince días que Logroño resistió el cerco del ejército francés en 1521, la torre fue atacada por la artillería enemiga sufriendo desperfectos, ya que se halla cerca de las murallas defensivas de la ciudad, y custodiaba la puerta de Herbentia, cerca del antiguo ayuntamiento. Años después se reconstruye en ladrillo, de estilo mudéjar con influencias aragonesas. 
Durante la primera guerra civil carlista se ubicaba en la torre el telégrafo óptico.

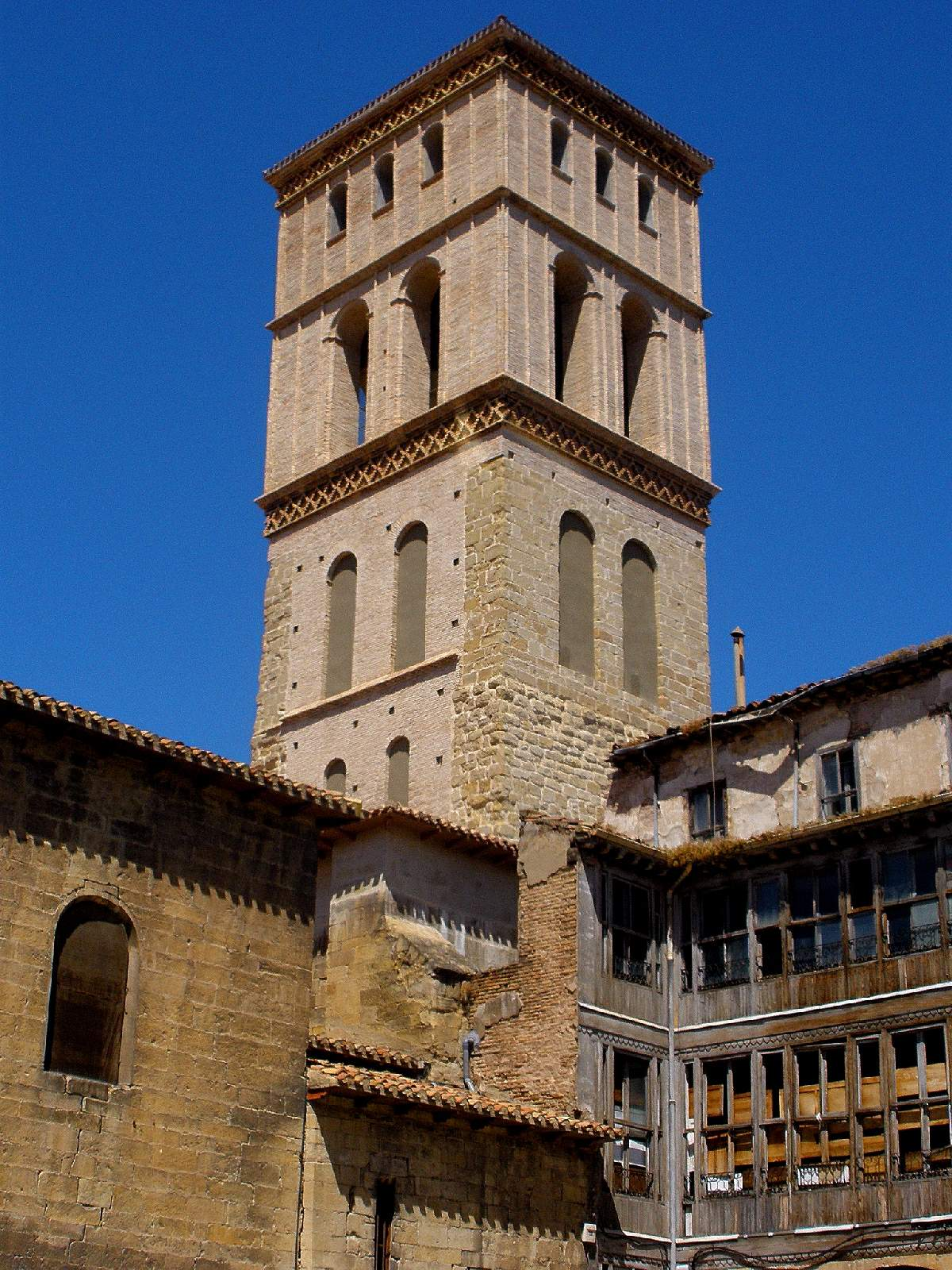
Torre mudéjar

### Marcas de cantería

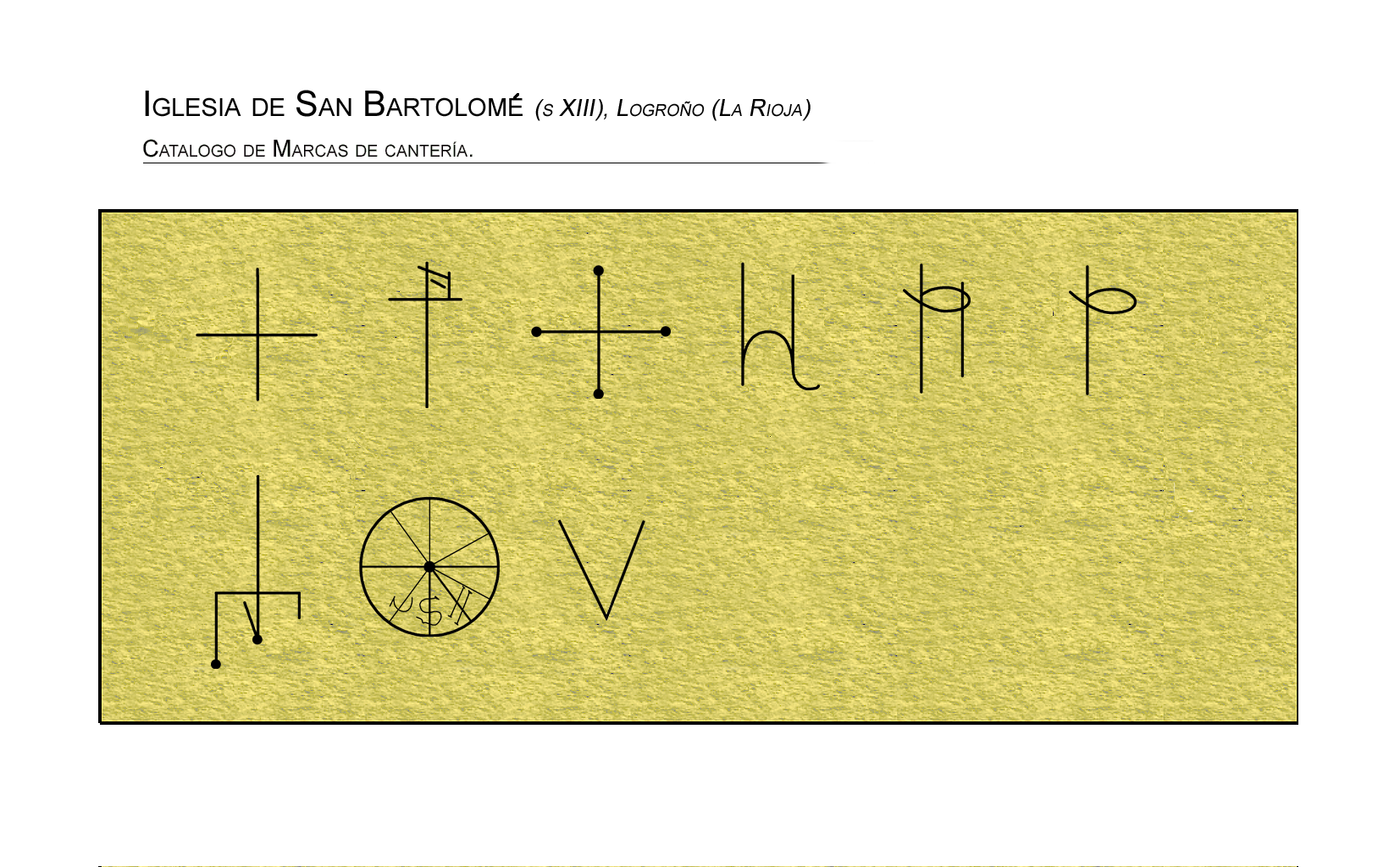
Catálogo de marcas de cantería en la Iglesia de San Bartolomé. Ver Planta

Se han identificado un total de 9 marcas de 7 tipos diferentes situadas en el exterior del templo, una de ellas un reloj de sol canónigo situado en un sillar reutilizado.
| Zona          | Tramo | Marcas | Tipos | Inscripción |
| ------------- | ----- | ------ | ----- | ----------- |
| Fachada Sur   | 3     | 1      | 1     | 2           |
| Fachada Oeste | Sur   | 5      | 4     |             |
| Pórtico Oeste |       | 3      | 2     |             |

## Otros usos y alrededores
En 1823, durante la desamortización, en el siglo XIX, fue usada como almacén para madera y como carbonera. También desaparecen todas las obras de arte que pudiera haber a excepción de los féretros tallados en piedra de estilo gótico. Tuvo otros usos como hospital militar, taller, cuadra... y a mediados del siglo XIX se pensó en derribarla para construir con su piedra un teatro en el lugar en el que estaba el palacio episcopal (actualmente se encuentra en este lugar el mercado de abastos).
La plaza de San Bartolomé también ha sufrido transformaciones a lo largo del tiempo, en la Edad Media y principios del Renacimiento formaba parte del recorrido taurino y de los encierros, y hasta finales del siglo XIX solo se podía acceder desde las calles Caballerías y Herrerías, haciendo de la plaza un espacio íntimo en el que se representaban obras teatrales, otros espectáculos y se organizaba un mercado, que siguió funcionando hasta 1930, ya que se construyó en el lugar el mercado de abastos de San Blas, ahora desmantelado.
Junto a la iglesia e incluso adosados a ella se edificaron varios edificios, algunos de los cuales han sido restaurados o derribados por lo que ahora se puede ver la parte del ábside desde el exterior. Entre los que la rodean se encuentra el Palacio de los Marqueses de Monesterio, que data de 1751 y fue propiedad de los marqueses de Monesterio y Lapilla. A lo largo de los años albergó instituciones como el Círculo Católico de Obreros, escuelas y el cine del Padre Marín y tras años sin uso alguno, ha sido reformado y reutilizado como edificio oficial.